# Al Harrington
Albert (Al) Harrington (nascut el 17 de febrer de 1980 a Orange, Nova Jersey) és un jugador de bàsquet professional estatunidenc que milita als Orlando Magic de l'NBA.

## Carrera

### High School
Va passar tres anys en l'Institut St. Patrick's, en els quals en total va anotar 1.307 punts, va agafar 1.104 rebots, posà 179 taps, va repartir 152 assistències i va robar 71 pilotes. En el seu any senior, promitjà 18.4 punts i 11.5 rebots, procedent de l'Institut Roselle, A Nova Jersey, on va jugar el seu any freshman (novell).

### NBA
Als 18 anys, va ser seleccionat per Indiana Pacers en el lloc 25 del Draft de 1998. A Indiana va passar-hi sis anys, principalment sortint des de la banqueta. En la seva primera campanya en la lliga va jugar molt poc, tan sols apareixent en 21 partits i promitjant 7.6 minuts. A més, va formar part dels Pacers que van arribar a les Finals de l'NBA el 2000.
Però la seva temporada de consagració va arribar a la temporada 2001-02, en la qual promitjà 13.1 punts i 6.3 rebots, però la seva gran campanya se'n va anar avall quan es va lesionar el genoll en un partit davant Boston Celtics i es va perdre 38 partits de lliga regular. Va tornar totalment recuperat la temporada següent, promitjant 12.2 punts i 6 rebots, començant com a titular en 37 partits. La temporada 2003-04, en canvi, el seu paper de sisè home va ser molt important en la franquícia, promitjant 13.3 punts i 6.4 i finalitzant segon en la votació al premi al millor sisè home.
El 15 de juliol de 2004, Harrington va ser traspassat a Atlanta Hawks per Stephen Jackson, a causa que no estava content en l'equip sortint contínuament des de la banqueta. En els Hawks va ser titular, però l'equip no va passar de ser un dels pitjors de la lliga.
El 2006 es va convertir en agent lliure i va ser signat pels Hawks i immediatament traspassat de nou als Pacers a canvi d'una primera ronda de draft de 2007. No obstant això, el 17 de gener de 2007 va formar part d'un intercanvi que l'enviava juntament amb Stephen Jackson, Sarunas Jasikevicius i Josh Powell a Golden State Warriors per Troy Murphy, Mike Dunleavy, Ike Diogu i Keith McLeod. En els Warriors va ser titular des del primer moment, ajudant a l'equip a col·locar-se en playoffs.